# Princesa Mononoke
Princesa Mononoke (japonsko もののけ姫, Hepburn Mononoke-hime, dobesedno »Princesa duhov/pošasti«) je japonski animirani fantazijski film režiserja in scenarista Hajaa Mijazakija, ki ga je ta ustvaril s svojim podjetjem Studio Ghibli za Tokuma Šoten, Nippon Television Network in Dencu, izšel pa je leta 1997 v distribuciji podjetja Toho.
Zgodba se dogaja v poznem obdobju Muromači na Japonskem z dodanimi fantazijskimi elementi in spremlja Ašitako, princa ljudstva Emiši, ki se vplete v konflikt med ljudmi in gozdnimi božanstvi. Japonska beseda »mononoke« (物の怪) ali もののけ ni ime, temveč se nanaša na nadnaravna bitja, ki lahko spreminjajo svojo obliko - duhove oz. pošasti.
Ob izidu je postal velika uspešnica na Japonskem in podrl domači rekord zaslužka. Leta 1999 je izšel še v ZDA z dialogi v angleščini, ki jih je napisal Neil Gaiman, severnoameriško distribucijo pa je prevzelo podjetje Miramax. Kljub skromnemu obisku kinodvoran je dosegel uspeh s prodajo za domači video in močno populariziral Studio Ghibli in anime nasploh na Zahodu; med drugim je postal prvi v kinu predvajani anime na Slovenskem.

## Zgodba
Nekje na Japonskem vas ljudstva Emiši napade demon. Zadnji emišijski princ Ašitaka ga ubije preden doseže vas, a demon okuži njegovo roko s prekletstvom. To mu da nadnaravno moč, a se prične širiti v obliki lovk po njegovem telesu, kar ga bo po napovedi na koncu ubilo. Vaščani ugotovijo, da je bil demon bog merjascev Nago, ki ga je pokvarila železna kroglica, zarita v njegovo telo. Starešina vasi pošlje Ašitako iskat zdravilo na zahod, od koder prihaja Nago, a ga hkrati izžene.
Ašitaka na poti sreča Džigoja, oportunista, ki se pretvarja, da je menih. Ta pove, da bi mu lahko pomagal »Véliki gozdni duh«, ki se podnevi pojavlja kot živalsko božanstvo v podobi jelena, ponoči pa kot orjaška prikazen. V bližini skupina mož zganja vole v Železno mesto pod vodstvom gospe Eboši. Napade jih trop volkov pod vodstvom božanstva Moro, enega od njih pa jezdi deklica San. Ašitaka odnese dva ranjenca skozi gozd, kjer se prikažejo številni gozdni duhci – kodame, za hip pa uzre tudi vélikega gozdnega duha. V Železnem mestu izve, da ga je dala zgraditi gospa Eboši na gozdnem goloseku, da bi dobila dostop do železovega peska, iz katerega pridobivajo železo. To je prebivalce pripeljalo v konflikt z gozdnimi božanstvi in lokalnim daimjojem Asanom. Železno mesto je postalo pribežališče za izobčence, med njimi gobavce, ki izdelujejo puške; naboj iz ene od njih je ranil Nagoja. Eboši pove Ašitaki tudi, da so San vzgojili volkovi in da prezira ljudi.
Kmalu po tistem se San vtihotapi v mesto, da bi ubila Eboši, a ji namero prepreči Ašitaka, ki meščanom razkrije svoje prekletstvo in onesposobi Eboši ter San. Med odhodom ga po nesreči ustreli en od meščanov, kljub temu pa mu prekletstvo da dovolj moči, da odnese San iz mesta. San se ponovno zave ob Ašitaki, ki oslabljen počiva, in ga namerava ubiti, a si premisli. Odnese ga v gozd, kjer mu gozdni duh reši življenje, kar prepriča tudi San, da je Ašitaka zaveznik gozda. Medtem se klan merjascev pod vodstvom božanstva Okkota pripravlja na napad na Železno mesto, da bi rešil gozd, Eboši pa se odpravi v divjino ubit gozdnega duha. Spremlja jo Džigo, ki je v resnici vladni agent. Glavo duha, ki naj bi po legendi dajala nesmrtnost, želi Eboši podariti cesarju v zameno za zaščito pred Asanom.
Ašitaka okreva, a ga še vedno muči prekletstvo. Ob vrnitvi v Železno mesto odkrije, da ga oblegajo Asanovi samuraji, zato se odpravi posvarit Eboši. Klan merjascev je v bitki uničen, Okkoto pa ranjen in okužen s prekletsvom tako kot Ašitaka. Džigovi možje se oblečejo v kože merjascev in pretentajo pobesnelega Okkota, da jih privede do gozdnega duha. San ga poskuša ustaviti, a jo demonske lovke posrkajo vase. V boj se vmeša še Moro, Ašitaka pa potegne San iz lovk. Podivjana Okkotoja in Moroja takrat evtanazira gozdni duh. Nato se prične spreminjati v orjaško obliko, takrat pa ga Eboši s strelom obglavi. Iz rane prične iztekati sluz, ki ubije vse, česar se dotakne, medtem pa telo sega po glavi, ki jo je ukradel Džigo. Gozd in kodame pričnejo hitro odmirati. V zmešnjavi Morova glava oživi in odgrizne Ebošijino roko, toda ona preživi.
Gozdni duh se vztrajno veča in predstavlja grožnjo celemu območju, zato pobegnejo najprej samuraji, nato pa še prebivalci Železnega mesta. Ašitaka in San se poženeta za Džigom in mu vzameta glavo ter jo vrneta gozdnemu duhu. Ravno ob sončnem vzhodu ta umre, njegovo telo pa preplavi gozd in ga ozdravi. Ozdravljeno je tudi Ašitakovo prekletstvo. Ašitaka ostane v mestu, da bi pomagal pri obnovi, obljubi pa San, da jo bo obiskoval v gozdu. Vrne se tudi Eboši in se zaobljubi, da bo zgradila boljše mesto. V zadnjem prizoru je prikazan gozd, ki ponovno začne poganjati, iz podrasti pa pokuka tudi kodama.

## Produkcija
Prvi osnutki segajo v 1970. leta, ko je Mijazaki ustvaril nekaj skic za zgodbo o princesi, ki živi v gozdu z divjimi živalmi. K zamisli se je vrnil 20 let kasneje, na prigovarjanje producenta Tošia Suzukija; Princesa Mononoke naj bi postal Mijazakijev zadnji akcijski film pred upokojitvijo. Leta 1994 je začel pisati zgodbo in narisal prve osnutke za snemalno knjigo, a je bil začetek težak, saj je vizualno podobo, ki jo je imel v mislih, medtem že uporabil za film Moj sosed Totoro, v teh desetletjih pa se je znatno spremenila tudi japonska družba. Za navdih so sodelavci studia obiskali prvobitne deževne gozdove na otoku Jakušima in gorovje Širakami-Sanči na severu Honšuja.
Animatorji so začeli z delom julija 1995. Ročno so poslikali približno 144.000 celuloidnih prosojnic za anime, od tega naj bi jih Mijazaki osebno ustvaril ali popravil več kot polovico. Delo je trajalo tri leta in šele nekaj mesecev pred izidom je bila končana snemalna knjiga za konec. Ročno animacijo so nato dopolnili z digitalno, pri čemer je Mijazaki zahteval, da digitalni učinki ne smejo obsegati več kot desetino filma. Najočitnejši primer so gomazeče lovke, ki predstavljajo demonsko prekletstvo.
Proračun filma je bil približno dve milijardi jenov, od tega je šla polovica za računalniško animacijo. Še milijardo jenov je distributer vložil v promocijo, skupaj torej (preračunano) 30 milijonov USD – velik znesek za animeje tistega obdobja, kar nakazuje, da so ustvarjalci računali na komercialni uspeh. Odgovorni pri podjetju Tokuma Šoten, pod katerega je takrat spadal Studio Ghibli, so bili sicer previdnejši pri napovedih in so računali le, da bo Princesa Mononoke na zasičenem japonskem trgu animejev zgolj povrnila stroške.

## Izid in odziv
Ob izidu je postal velika uspešnica na Japonskem in podrl domači rekord zaslužka (nekaj mesecev po tistem ga je sicer prehitel film Titanik), rekord za japonske filme pa je držal še do leta 2001, ko ga je prehitel še en Mijazakijev anime, Čudežno potovanje. S prihodkom 19,3 milijarde jenov je bil še 20 let po izidu med desetimi najdonosnejšimi filmi na Japonskem.
V ZDA je film izšel pri podjetju Miramax Films, čigar matično podjetje The Walt Disney Company je od Tokume Šoten odkupilo pravice za severnoameriško distribucijo Ghiblijevih filmov. Za sinhronizacijo v angleščino so odgovorni pri Miramaxu želeli najeti režiserja Quentina Tarantina, ki pa je namesto tega predlagal pisatelja Neila Gaimana. Miramaxov takratni direktor Harvey Weinstein je pritiskal na managerja Stevea Alperta, ki je bil odgovoren za projekt, naj skrajša film na 90 minut kljub dogovoru z Ghiblijem, da v njihove filme ne bojo posegali. Ko je Alpert to vseeno predlagal Ghibliju, je prejel od producenta avtentično japonsko katano s preprostim sporočilom: »No cuts« (»brez rezov«). Takšna stroga politika je bila posledica Disneyjevega ravnanja z animejem Nausicaä iz Dežele vetra, ki so ga za ameriški trg močno skrajšali in spremenili celotno zgodbo. Gaiman je na koncu scenarij le nekoliko priredil, da je bil film razumljivejši domačemu občinstvu. Sinhronizirani različici so glasove posodili Claire Danes, Gillian Anderson, Billy Bob Thornton in Billy Crudup.
Disneyjevega sloga vajeno ameriško občinstvo se na animiran film s tako kompleksno zgodbo sprva ni odzvalo z navdušenjem in obisk kinodvoran ni upravičil pričakovanj. Uspeh je dosegla šele izdaja za domači video, na račun niza izrazito pozitivnih recenzij in dobrega sprejema pri navdušencih nad animeji. Zato Princesi Mononoke pripisujejo zasluge za močan dvig prepoznavnosti in priljubljenosti Studia Ghibli na Zahodu. Med drugim je leta 2000 postal sploh prvi anime, ki je bil kdaj prikazan v kakšnem slovenskem kinematografu, in sicer v sklopu Ljubljanskega mednarodnega filmskega festivala (Liffe) tistega leta. Ko je bil anime Čudežno potovanje leta 2002 nagrajen z oskarjem, pa so ob njem v omejenem obsegu uvrstili v redni program slovenskih kinodvoran tudi Princeso Mononoke.

### Nagrade
Anime Princesa Mononoke je v sezoni filmskih nagrad 1998 kot prvi animirani celovečerec osvojil nagrado za najboljši film na podelitvi Japonske akademije. Izbran je bil tudi kot japonski kandidat za nominacijo za oskarja za najboljši tujejezični film tega leta, a ni prejel nominacije. Angleška priredba je Mijazakiju leta 2000 prinesla nominacijo za nagrado annie.